# Burton W. Folsom Jr.
Burton W. Folsom Jr. (nacido en 1947 en Nebraska) es un historiador y escritor estadounidense, que ocupó la cátedra Charles F. Kline y se dedicó a la gestión de la Universidad de Hillsdale desde 2003 hasta su jubilación en diciembre de 2016.

## Biografía
Folsom obtuvo su licenciatura por la Universidad de Indiana en 1970, su maestría por la Universidad de Nebraska en 1973 y su doctorado en historia de la Universidad de Pittsburgh en 1976. Desde 1988 ha editado Continuity: a Journal of History . Es columnista frecuente en la revista libertaria Freeman y también contribuye a otras publicaciones, escribiendo a favor de la economía de libre mercado y el gobierno limitado. Enseñó historia estadounidense en la Universidad Estatal de Murray (Kentucky) de 1976 a 1994. 
Folsom es un ex asociado del Free Enterprise Institute y del Centro Mackinac para Políticas Públicas (dos think tanks defensores del libre mercado), y un invitado frecuente de la organización libertaria Foundation for Economic Education. 

## Contribuciones académicas
Folsom ha escrito varios libros que argumentan en contra de los puntos de vista comunes sobre el papel del capitalismo en los desarrollos sociales de la Revolución Industrial y de la Edad Dorada. Opina que el término barones ladrones es un nombre inapropiado, y que muchos líderes en grandes negocios fueron constructores  visionarios que beneficiaron a los consumidores y fueron parte integral del desarrollo de la industria.
En su libro The Myth of the Robber Barons, Folsom distingue entre empresarios políticos, que manejan negocios ineficientes apoyados por favores del gobierno, y empresarios de mercado, que tuvieron éxito al proporcionar productos o servicios mejores y de menor costo, generalmente mientras se enfrentaban una fuerte competencia. 
Folsom identifica a las siguientes personas como empresarios de mercado: 
- John Jacob Astor
- James J. Hill
- John D. Rockefeller
- Charles M. Schwab
- Cornelius Vanderbilt

Y considera a estas otras personas como empresarios políticos: 
- Robert Fulton : inventor de barcos de vapor y diseñador de submarinos.
- Thomas McKenney
- Henry Villard
- Warren Buffett[3]

Escribe sobre economía e historia de EE. UU. para varias publicaciones importantes, como The Wall Street Journal y National Review. En un editorial de 2010 del Wall Street Journal, Folsom argumentaba que el New Deal no contribuyó a la recuperación económica, y que pudo haber exacerbado la Gran Depresión. Según sus razonamientis, el New Deal hizo poco más que cambiar el alivio temporal de la pobreza por tasas impositivas paralizantes y montañas de deudas, y que la recuperación de la posguerra es atribuible a la reversión de los impuestos y las regulaciones impuestas bajo el New Deal.
Folsom ha creado varios videos cortos para el sitio web educativo de perfil conservador Prager University. Sus lecciones se centran en la historia del desarrollo económico estadounidense y en empresarios como John D. Rockefeller: 
- ¿Por qué es América tan rica?
- Por qué funciona la inversión privada y la inversión gubernamental no
- Rockefeller: el estadounidense más rico que jamás haya vivido